# Qinlingacris taibaiensis
Qinlingacris taibaiensis är en insektsart som beskrevs av Yin, X.-c. och Chou 1979. Qinlingacris taibaiensis ingår i släktet Qinlingacris, och familjen gräshoppor. Inga underarter finns listade.